# Frederik Münter (amtsforvalter)
 Der er flere personer med dette navn, se Frederik Münter.
Frederik Münter (1. december 1835 i København – 10. maj 1907 sammesteds) var en dansk amtsforvalter, bror til Balthasar Münter.
Han var søn af Theodor Münter, blev 1855 student, privat dimitteret, 1857 volontør i Livrente- og Forsørgelsesanstalten af 1842 samt Livsforsikringsanstalten i København og Den almindelige Enkekasse, og 1861 cand.polit. Samme år blev Münter assistent, 1863 3. og 1869 2. fuldmægtig, 1868 kammerjunker, 1871 ekspeditionssekretær i Livsforsikrings- og Forsørgelsesanstalten af 1871 og fik 1882 afsked. 1883 blev han amtsforvalter for Skanderborg Amtstuedistrikt, 1889 for Odense Amtstuedistrikt. Han blev 8. april 1891 Ridder af Dannebrog, 3. april 1897 Dannebrogsmand og fik 1901 afsked og blev udnævnt til kammerherre.
Münter var formand for Højres Arbejder- og Vælgerforening i København og bestyrer af Det Münterske Legat.
Han blev gift 6. december 1881 på Frederiksberg med Harriet Christine Jensen (28. september 1844 i København - 7. oktober 1929 sammesteds, gift første gang med islandsk købmand, grosserer Jens Andreas Hemmert, 1836-1877), datter af grosserer Jørgen Jensen og Birthe Christine Olsen.